# 領家町 (阿南市)
領家町（りょうけちょう）は、徳島県阿南市の町名。2014年3月31日現在の人口は1,119人、世帯数は433世帯。郵便番号は〒774-0011。

## 地理
阿南市の北東部に位置し、北は桑野川を挟んで横見町、南は日開野町、西は富岡町に接する。

### 河川
- 桑野川

### 小字
| - 高田 - 高原 - 土倉 - 天神原 - 天神前 | - 長田 - 野神 - 走寄 - 浜田 - 火屋ケ原 | - 船倉 - 本荘ケ内 - 万石 - 室ノ内 - 横枕 |  |

## 歴史
江戸期から町村制の施行された1889年（明治22年）にかけては那賀郡の村であった。
1889年（明治22年）に同郡富岡村の大字となった。1905年（明治38年）より富岡町の大字となる。1958年（昭和33年）に阿南市が誕生し、現在の町名となる。

## 施設

徳島県立富岡東中学校・高等学校

- 徳島県立富岡東中学校・高等学校
- 阿南市立富岡小学校
- 阿南市立阿南図書館 （休館中）
- フジグラン阿南

## 交通

### 道路
都道府県道
- 徳島県道23号富岡港線

### 路線バス
徳島バス
- 領家
- 西路見